# Prix spécial du jury du Syndicat de la critique
 (avril 2024).
Si vous disposez d'ouvrages ou d'articles de référence ou si vous connaissez des sites web de qualité traitant du thème abordé ici, merci de compléter l'article en donnant les références utiles à sa vérifiabilité et en les liant à la section « Notes et références ».
Le Prix spécial du jury est un prix remis annuellement par le Syndicat de la critique.

## Liste des lauréats
- 2005-2006 : Maguy Marin pour Umwelt
- 2006-2007 : Olivier Dubois pour son interprétation dans Peplum de Nasser Martin-Gousset et la création de Pour tout l'or du monde
- 2007-2008 : Gérard Violette pour son action en faveur de la danse à la direction du Théâtre de la Ville depuis 1985
- 2008-2009 : Jan Fabre pour L'Orgie de la tolérance présenté au Théâtre de la Ville
- 2009-2010 : Julie Nioche pour Nos solitudes (Le Vivat d’Armentières – Manège de Reims)
- 2010-2011 : Non décerné